# Môtier
Pour l’article ayant un titre homophone, voir Môtiers.
Môtier est une localité suisse du canton de Fribourg, située dans le district du Lac.

## Histoire
Môtier est un village-rue viticole le long de la rive nord du lac de Morat. La station néolithique de Haut-Vully-Môtier I, connue dès la seconde moitié du XIXe siècle, est l’une des 56 stations littorales suisses inscrites au patrimoine mondial de l’Unesco. La paroisse (dite de Lugnorre en 1228) réunit les anciennes communes de Bas-Vully et de Haut-Vully. La collation passa à Berne à la Réforme en 1530. Des gains de terres cultivables sur le lac lors de la première correction des eaux du Jura entre 1868 à 1891.
En 2016, l'ancienne commune de Haut-Vully dont faisait partie Môtier a fusionné avec Bas-Vully pour former la commune de Mont-Vully.

## Patrimoine bâti
- L'église Saint-Pierre précède la localité à laquelle elle a donné son nom (monasterium). Elle est bâtie sur des fondations romanes, agrandie au début du XVIe siècle, sa nef fut reconstruite en 1824 et le tout restauré en 1944.

- Deux moulins du XVIIe siècle.

- Maisons patriciennes vigneronnes du XVIIe – XIXe siècle.

## Toponymie
1230 : Mostier

## Démographie
Môtier comptait 369 habitants en 1811, 254 en 1860, 228 en 1991.